# Potporanj

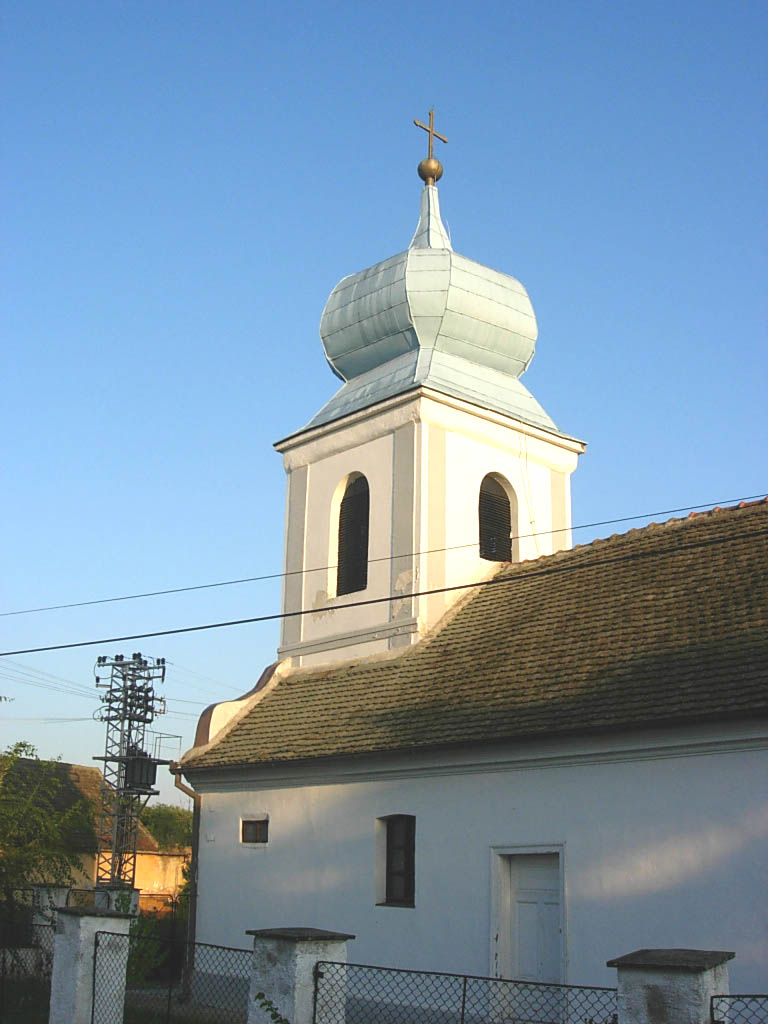
Die orthodoxe Christi-Himmelfahrts-Kirche

Potporanj (serbisch-kyrillisch Потпорањ) ist ein Dorf in der nordserbischen Provinz Vojvodina.

## Geographie
Potporanj liegt in der Gemeinde Vršac im Bezirk südlicher Banat (serbisch: Okrug Južni Banat) in der Nähe der serbisch-rumänischen Grenze. Das Dorf liegt 84 m über dem Meeresspiegel im Südosten der Pannonischen Tiefebene. Der Ort ist ein Fundplatz von Gegenständen der jungsteinzeitlichen Vinča-Kultur.

## Bevölkerung
Im Jahr 2002 hatte Potporanj 311 Einwohner, während es 1991 noch 390 Bewohner waren. Die Mehrheit der Einwohner ist christlich-orthodox.